# Colombias historia
Den här artikeln behandlar Colombias historia.

## Den spanska erövringen
Vid spanjorernas ankomst på 1500-talet hade Colombia flera högt utvecklade indiankulturer, bl.a. de jordbrukande chibcha som var kända för sina förnämliga guldarbeten. År 1499 anlände de första européerna, Alonso de Ojeda (kapten i Christofer Columbus flotta) till Colombia som lockades av guldet, och med detta startade 300 år av spanskt styre. Kolonin Nya Granada omfattade de nuvarande staterna Colombia, Panama, Venezuela och Ecuador och blev spanskt vicekungadöme 1718. Under 1600- och 1700-talet var Latinamerika huvudsakligen spanska kolonier.

## 1800-talet: Frigörelsekrig, Storcolombia och inbördeskrig
Under koloniernas frihetskrig i början av 1800-talet vann Simón Bolívar en avgörande seger 1819. Han skapade ett självständigt Storcolombia (Gran Colombia), men Venezuela och Ecuador lösgjorde sig snart. Panama bröt sig ur 1903 med stöd av USA (som i gengäld fick bygga Panamakanalen). En annan central händelse i denna frigörelsekamp var den argentinska generalen José de San Martín som helt avslutade den spanska koloniala tiden.
Bolívar är central i den latinamerikanska historien, och han lade också grunden för en egen ideologi, där den latinamerikanska enheten var central, en ideologi som fortfarande är stark på kontinenten.
Bolívar hade drömt om att förena alla de latinamerikanska länderna till ett stort ekonomiskt oberoende land. Ett möte hölls mellan de latinamerikanska ledarna för att ta ställning till Bolívars förslag, men förslaget röstades ner med en rösts majoritet.
Under 1800-talet och in på 1900-talet rådde oro i Colombia med flera inbördeskrig mellan konservativa och liberaler. De förra önskade en stark centralmakt, de senare såg helst en förbundsstat. Makten låg i huvudsak hos de stora konservativa jordägarna (banan- och kaffeodlarna). 

## 1900-talet
När den liberale ledaren Jorge Eliécer Gaitán mördades 1948 inleddes ett nästan tioårigt inbördeskrig. Perioden, som kallas La violencia ("våldet") där över 200 000 människor dödades i olika slag, avslutades formellt 1957, då en liberal-konservativ borgfred slöts. De "segrande" gruppernas maktmonopol och de stora sociala klyftorna gjorde att nya socialistiska gerillagrupper växte fram (bl.a. FARC och ELN). Det politiska våldet, i vilket även narkotikakartellerna haft aktiv del, har fortsatt in på 1990-talet. 
Samarbetet mellan liberaler och konservativa bröts 1986, då de förra övertog hela regeringsansvaret. Liberalerna har sedan dess innehaft presidentmakten. Under senare år har presidenten Ernesto Samper Pizano kritiserats av USA för att han i samband med 1994 års presidentkampanj tagit emot pengar från narkotikahandeln.